# Prozessfinanzierung
Die Prozessfinanzierung (auch: Prozesskostenfinanzierung) ist eine juristische Finanzdienstleistung. Der Prozessfinanzierer übernimmt die notwendigen Kosten einer außergerichtlichen oder gerichtlichen Verfolgung privater oder gewerblicher Ansprüche.

## Deutschland
Prozessfinanzierung wurde 1998 von der Foris AG zum ersten Mal in Deutschland professionell angeboten und wird inzwischen von verschiedenen Unternehmen betrieben. Ursprünglich boten verschiedene große Versicherungsgesellschaften in Deutschland die Dienstleistung Prozessfinanzierung an, zum Beispiel ALLIANZ, ERGO und ROLAND Rechtsschutz-Versicherung. Ein Großteil der Versicherungen haben sich in den letzten Jahren von diesem Geschäft getrennt. So übernahm Omni Bridgeway die Roland-Tochter Roland ProzessFinanz im November 2019.
Eine Übersicht über die aktuell in Deutschland tätigen Prozeßfinanzierer gibt der Deutsche Anwaltverein DAV.
Voraussetzung ist im Regelfall ein Mindeststreitwert. Bei den größeren und bekannteren Unternehmen liegt dieser bei wenigstens 50.000 Euro. Dafür erhält das Unternehmen im Erfolgsfall einen Teil des erzielten Erlöses (Beteiligungsquote). Die Höhe der Beteiligungsquote ist abhängig vom Prozessfinanzierer, dem Umfang des übernommenen Risikos und von der Höhe der erzielten Summe. Die Quote kann auch gestaffelt sein. Sie beträgt ab 10 % der tatsächlich erzielten Summe. Führt die Auseinandersetzung endgültig zu keinem positiven Ergebnis, trägt der Prozessfinanzierer die Kosten des Verfahrens, d. h.
- die Gerichtskosten
- die Kosten des gegnerischen Anwalts
- die Kosten des eigenen Anwalts
- sämtliche Zeugen- und Sachverständigenkosten.

Beim Prozessfinanzierer ist ein Antrag auf Prozesskostenfinanzierung zu stellen. Der Finanzierer erhält vom Antragsteller alle im Zusammenhang mit dem Verfahren stehenden Unterlagen und unterzieht diese einer intensiven juristischen Prüfung. Einige Finanzierer bedienen sich dabei interner, andere wiederum externen Anwälte, um insbesondere auch örtliche Rechtsprechungsgepflogenheiten mit berücksichtigen zu können. Erst wenn diese Beurteilungen positiv ausfallen, d. h. wenn entsprechende Erfolgsaussichten bestehen, wird der Fall übernommen.
Der Anspruchsinhaber erhält so die Chance, einen berechtigten Anspruch ohne Kostenrisiko einzuklagen. Er schont außerdem seine eigene Liquidität, was auch für viele Unternehmen attraktiv ist. Außerdem entfällt bei Unternehmen das Erfordernis, Rückstellungen für Rechtsstreitigkeiten in der Bilanz auszuweisen. Der vom Anspruchsinhaber beauftragte Rechtsanwalt erhält die Chance, ein Verfahren zu führen, dessen Finanzierung jedenfalls bis zum Ende der Instanz sichergestellt ist. Er erhält außerdem eine fachkundige Unterstützung durch Einsichtnahme in die Stellungnahme der Prüfer.
Seit 1998 hat sich die Prozessfinanzierung zu einem etablierten Institut des Risikomanagements im Rechtsmarkt entwickelt. Ab einem gewissen Streitwert (dieser variiert bei den Anbietern von 10.000 bis 500.000 €) werden alle Verfahren finanziert, die Aussicht auf Erfolg versprechen und einen geldwerten Vorteil einfordern, an dem der Prozessfinanzierer beteiligt werden kann. Zumeist sind dies Ansprüche auf Geldleistungen (Schadensersatz, Forderungen aus einem Erbfall, vertragliche Ansprüche etc.).
Daneben wurden zwischenzeitlich Prozessfinanzierungsgesellschaften installiert, die eine Vielzahl von Kleinstansprüchen zu demselben Themenkomplex zusammenfassen und diese dann für ihre Mandanten durchsetzen. Bekannt ist diese Form der Prozessfinanzierung bereits aus der amerikanischen Rechtstradition, wo immer wieder die Ansprüche vieler Geschädigter zu Sammelklagen zusammengefasst werden.
Ebenfalls installiert wurden Prozessfinanzierungsgesellschaften, die Prozessfinanzierung durch Softwarelösungen und Standardisierungen im Microbereich möglich machen. Vorreiter hier ist die Coduka GmbH mit ihrem Projekt Geblitzt.de. Unterstützt wird dies durch den Rechtswissenschaftler Hans-Peter Schwintowski.

## Schweiz
Das Schweizerische Bundesgericht erklärte 2004 das im Kanton Zürich bis anhin geltende Verbot der Prozessfinanzierung für verfassungswidrig. Im Anschluss an diesen Grundsatzentscheid errichteten unter anderen einige bereits in Deutschland tätige Prozessfinanzierer in der Schweiz Filialen und begannen, Verfahren vor schweizerischen Zivilgerichten zu finanzieren. Nach diesem ersten kurzen Boom erfolgte dann zunächst eine Konsolidierung der Anbieter.
Mit der Einführung der einheitlichen Schweizerischen Zivilprozessordnung (ZPO) Anfang 2011 und der darin vorgesehenen, den Kläger treffenden Vorschusspflicht für die Gerichtskosten nahm die Nachfrage von Klägern nach einer Möglichkeit, sich die Prozesskosten finanzieren zu lassen und gleichzeitig das Prozesskostenrisiko auf einen Dritten abzuwälzen, deutlich zu. Seither hat sich die Prozessfinanzierung auch in der Schweiz etablieren können, und es bestehen nun örtliche Anbieter.
Im Rahmen seines Berichts vom 3. Juli 2013 zum kollektiven Rechtsschutz in der Schweiz stellte der Schweizerische Bundesrat fest, dass die Prozessfinanzierung ein grundsätzlich geeignetes aber noch zu wenig verbreitetes Instrument zur Verbesserung des kollektiven Rechtsschutzes sei. Um die Prozessfinanzierung in diesem Zusammenhang zu fördern, schlägt der Bundesrat unter anderem vor, den zuständigen Gerichten eine gesetzliche Informationspflicht gegenüber den Prozessparteien über die Möglichkeit einer Fremdfinanzierung aufzuerlegen. Weiterhin bestehen bleiben soll nach dem Willen der Schweizer Regierung allerdings das Verbot der Vereinbarung reiner Erfolgshonorare für Rechtsanwälte.

## Österreich
Seit 2001 wird die Prozessfinanzierung auch in Österreich angeboten, erstes Unternehmen war die Advofin Prozessfinanzierung AG. In den folgenden Jahren sind vermehrt versicherungsnahe Gesellschaften auf den österreichischen Markt gekommen, wie z. B. die Allianz Prozessfinanzierung (in der Zwischenzeit wieder zurückgezogen), die D.A.S. Rechtsschutz-Versicherungs-AG und die Roland Rechtsschutz-Versicherungs-AG (verkaufte ihre Tochtergesellschaft 2019 an Omni Bridgeway). Das verstärkte Entstehen von Kapitalmarktschäden im Zuge der Finanzkrise ab 2007 führte auch in Österreich zur Etablierung von Sammelklagen bzw. Sammelverfahren, bei denen gleichartige Ansprüche gebündelt werden und von einem Prozessfinanzierer gesamthaft betreut werden. Die größten Sammelverfahren im Bereich der Kapitalmarktschäden waren der Immofinanz-Skandal sowie der Skandal um die Meinl European Land (heute Atrium). In beiden Sammelverfahren wurden von den Prozessfinanzierern mehr als 15.000 Geschädigte vertreten.
Seit 2013 haben sich in Österreich spezialisierte Prozessfinanzierer mit Fokus auf bestimmte Themen, wie etwa Durchsetzung von Flugverspätungsrechten oder die Einhaltung der gesetzlichen Richtwertzinse bei Wiener Altbauten, etabliert.

## USA
Seit 1997 gibt es Prozessfinanzierung in den USA. Die Prozessfinanzierer sind in der American Legal Finance Association organisiert.